# 2LHUD
2LHUD [ˈʈsʃvailu:t] beziehungsweise 2lhud ist eine Kölner Punkband mit Einflüssen aus den Bereichen Dub und Reggae.

## Bandgeschichte
Nach der Auflösung von 1. Mai 87 gründeten Stefan und Sven zusammen mit Reiner von Inner Conflict die Band 2lhud, um sich aus den festgefahrenen Bahnen ihrer Vorgängerband zu lösen. Zum Line-up kamen noch Chris (Lord Louis) und Schlagzeuger Mitsch. 2005 erschien das Debütalbum Steckdose >> Licht über Nix-Gut Records. Bereits aus diesen Sessions stammt teilweise das Material der zweiten Platte [..tsvailu:t]. Der Titel ist der Name der Band in IPA-Lautschrift.
Die Band veröffentlichte zusätzlich noch einige Songs auf diversen Samplern. Außerdem waren sie neben den Bands Chefdenker, Amoco Cadiz, Der dicke Polizist, Socks und Supernichts auf der 1. Kölner Punkrock Minigolfturnier-DVD vertreten, die neben der Dokumentation über ein Minigolfturnier fünf Live-Stücke jeder Band beinhaltet. Die DVD erschien bei Nix-Gut Records.

## Stil
Die Band spielt deutschsprachigen Punkrock mit starken Einflüssen aus dem Dub und dem Reggae. Einflüsse sind sowohl The Clash als auch die Asian Dub Foundation und Dub War. Die Texte sind meist subtil gehalten und behandeln häufig soziale und gesellschaftliche Themen. Hauptthemen sind die informationelle Selbstbestimmung, eine Art Kleinstadtatmosphäre mit Bezug zur Stadt Köln sowie gesellschaftliche Spannungen. Selbst bezeichnet die Band ihren Stil als „PunkReggaeDubCore-Arschritte deLuxe“. Reiner spielt auch bei der Hardcorekapelle Inner Conflict; Bassist Chris bei der Band Hölle un Ääd.

## Diskografie
- 2005: Steckdose >> Licht (CD, Nix-Gut Records)
- 2008: [..tsvailu:t] (CD, Nix-Gut Records)